# 磯崎義知
- 磯﨑義知

磯崎 義知（いそざき よしとも、1988年3月14日 - ）は、日本の俳優。鹿児島県出身。アンカット所属。皆川暢二（プロデューサー・俳優）、田中征爾（監督・脚本）との3名からなる映画製作チーム「OneGoose」のメンバーでもある。

## 来歴
幼少期より演じることに興味を持ち、クラーク記念国際高校パフォーマンスコースに入学。高校3年間で40本以上のイベントステージや演劇舞台公演を経験し、6本の映像作品に出演する。
。 高校卒業後はロンドンに演劇研修に行き、日本大学藝術学部演劇学科演技コースに入学。現在も映像を中心に俳優として活動する一方で、幼い頃からの武道の経験を活かしTA directorとしても活動中。 準主役・アクションシーンの構成・演出も担当。

## 出演作品

### 映画
- 2003年「我某日快晴ノ日二告白セリ」天才少年役（岡田茂 監督）
- 2008年「Zero」主役（長尾雄一郎 監督）
- 2009年「ごくせんTHE MOVIE」カメラマン役（佐藤東弥 監督）
- 2013年　SONYPICTURES主催「ジャンゴ 繋がれざる者」映像コンテスト日本代表 ジャンゴ役（長尾雄一郎 監督）
- 2015年　短編アクション映像「NIGHT OF CRISIS」主役兼アクションコーディネート（長尾雄一郎 監督）
- 2018年 「メランコリック」準主役 松本晃役 TAディレクター（田中征爾 監督）

### ミュージックビデオ
- 2014「Brother」主役（田中征爾 監督）
- 2016年「GOOD LUCK」唄 今村竜也（田中征爾 監督）

### TVドラマ
- 2009年　テレビ朝日「特命係長 只野仁」ホスト役
- 2009年　テレビ朝日 土曜ワイド劇場「タイムリミット〜再捜査刑事・片岡悠介」不良生徒役
- 2020年　TBSテレビ 半沢直樹II エピソードゼロ「狙われた半沢直樹のパスワード」佐藤耕太 役[3]。

- 2020年　日テレ「ハコヅメ〜たたかう!交番女子〜」犯人役（第4話）
- 2021年　日テレ「ボイスⅡ 110緊急指令室」作業員役（第7話）
- 2022年　フジテレビ「ミステリと言う勿れ」 刑事 役（第11話）
- 2022年　テレビ東京「ユーチューバーに娘はやらん!」ひろあめ役（第9話）
- 2022年　毎日放送「教祖のムスメ」（第1話）
- 2023年　テレビ朝日「波よ聞いてくれ」警備員役（第1話）

### CM・広告
- 2005年 東進ハイスクール ポスター
- 2006年 ANA Skip 旅行客役

### 舞台
- 2003年 「陽だまりの樹」鷺村眞吾役
- 2006年 「OINARI」 主役、春山鉄之介役
- 2008年 「EVE」 主役、斎藤役
- 2018年 「好男子の行方」高山役